# Голи оток
Голи оток (итал. Isola Calva — „голо острво”) оскудно је, ненасељено острво у Јадранском мору.
Има површину од око 4,7 km². Налази се у западном делу Хрватске, источно од Истре у Велебитском каналу, између острва Раб, Свети Гргур и Првић.
Само име пуно говори о изгледу острва. Заједно са суседним острвом Св. Гргур део је кречњачког масива који се протеже паралелно са Камењаком (408 наутичких миља) на острву Раб и острвом Првић. Северна обала острва је гола и неприступачна, а дубина мора уз саму обалу је око 30 m. Јужна и југоисточна обала острва је такође сиромашна зеленилом, али је богата увалицама од којих је највећа увала Мала Тетина.
Око 600 затвореника је умрло на овом острву од мучења и болести, током периода постојања истоименог затвора. Исти је био познат и као Југословенски Алкатраз, због своје локације на овом изолованом острву и високе сигурности.

## Намена
Острво је све до новијих времена било ненасељено. У Првом светском рату Аустроугарска је на Голи оток слала руске заробљенике са Источног фронта.
Од године 1949. на Голом отоку и Светом Гргуру се налазио логор југословенских политичких затвореника, Титових неистомишљеника, пре свега присталица стаљинизма, националиста, као и известан број припрадника демократских покрета и странака из година непосредно после комунистичке револуције. На Голом отоку је био мушки, а на Светом Гргуру женски логор. Већина зграда на острву сместила се између увале Мала Тетина и увале Мелна. Последњи политички затвореник је отпуштен 1956. године. То је био крај савезне управе над острвом. Од тада он припада републичкој надлежности НР Хрватске. Касније су на острву казну издржавали и криминалци и тешки млади делинквенти.
Голи оток је као затвор укинут 1988. године. Од тада се ради на томе да се претвори у туристичку дестинацију тако што би се искористили природни и историјски потенцијали острва.